# Alessandria
Alessandria (en piamontés, Lissandria) es una ciudad situada en la región de Piamonte en Italia, capital de la provincia homónima. Tiene una población estimada, a fines de febrero de 2022, de 91 050 habitantes.
Está ubicada a orillas del río Tanaro.

## Historia

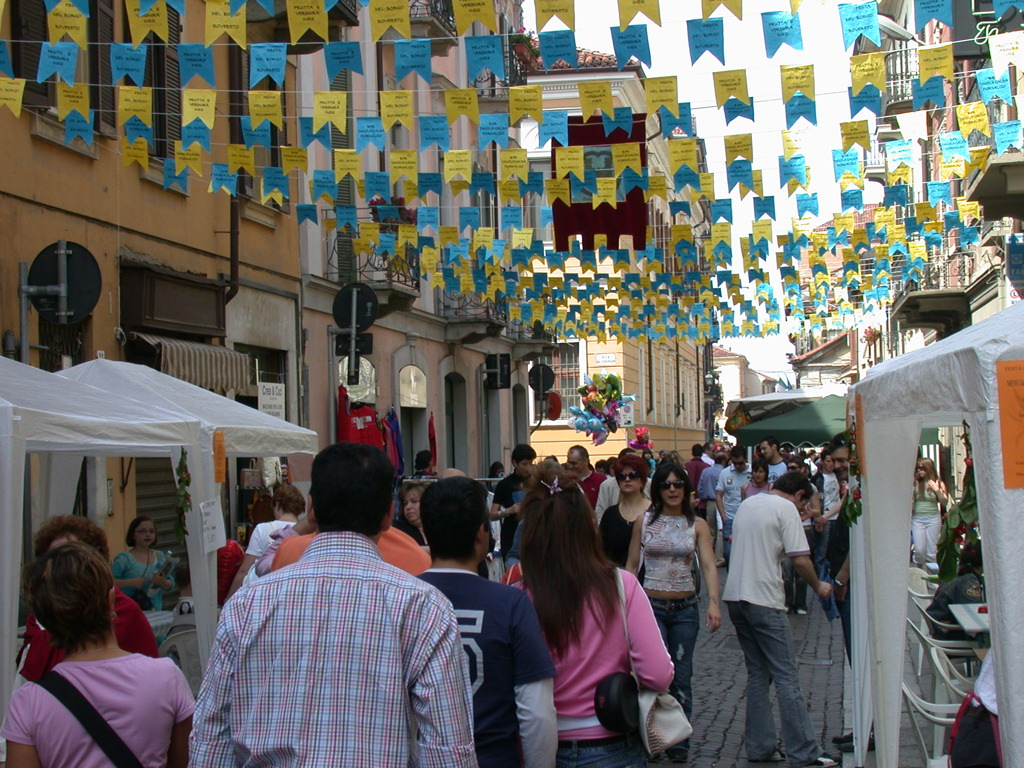
Calle de Alessandria durante la fiesta del barrio Rovereto

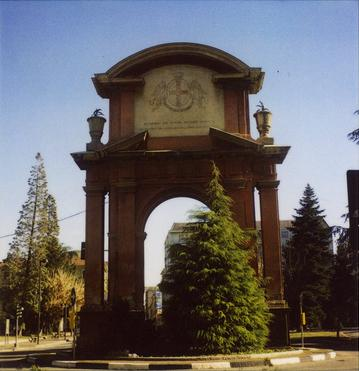
Arco de triunfo

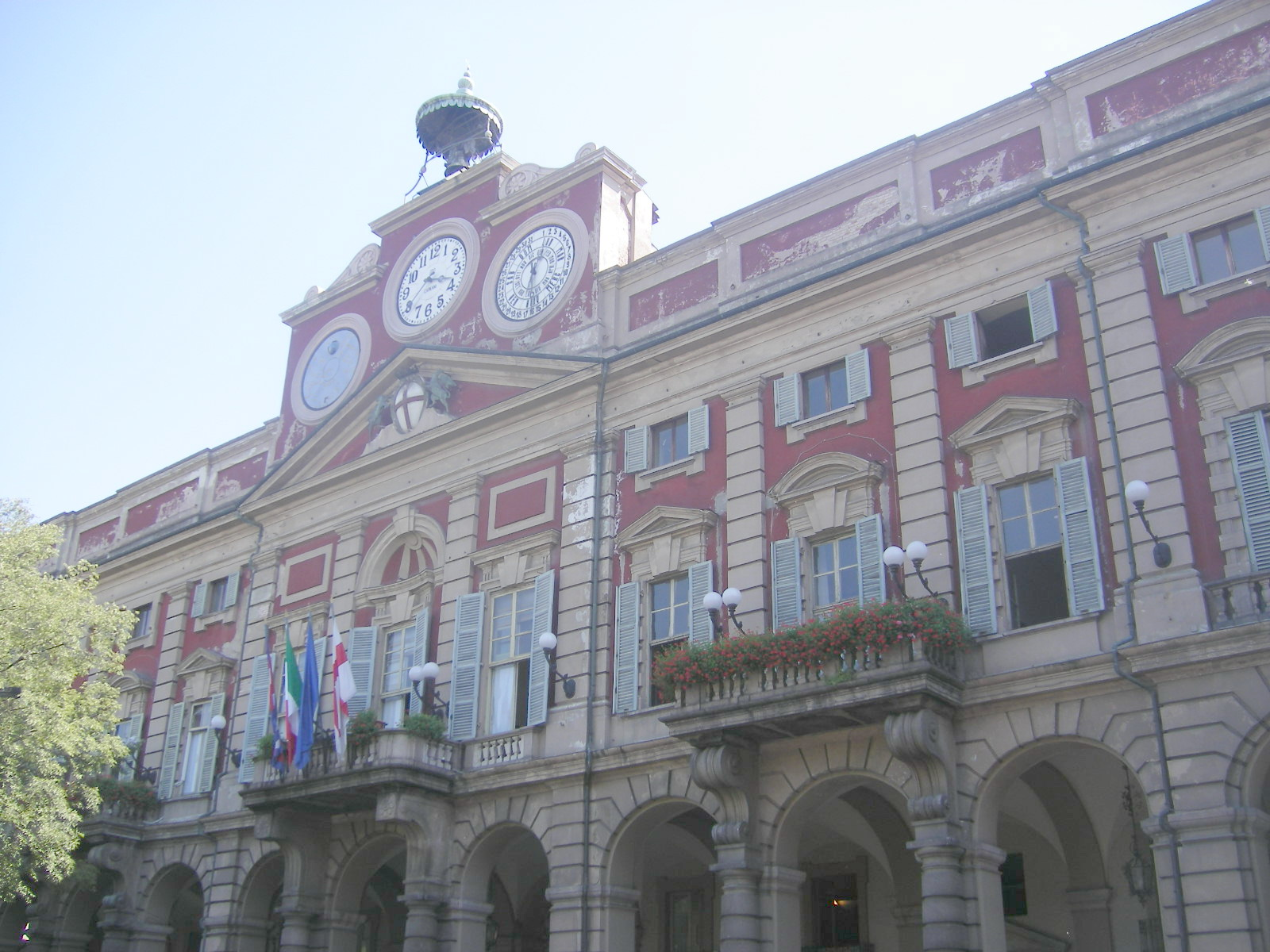
Ayuntamiento de Alessandria

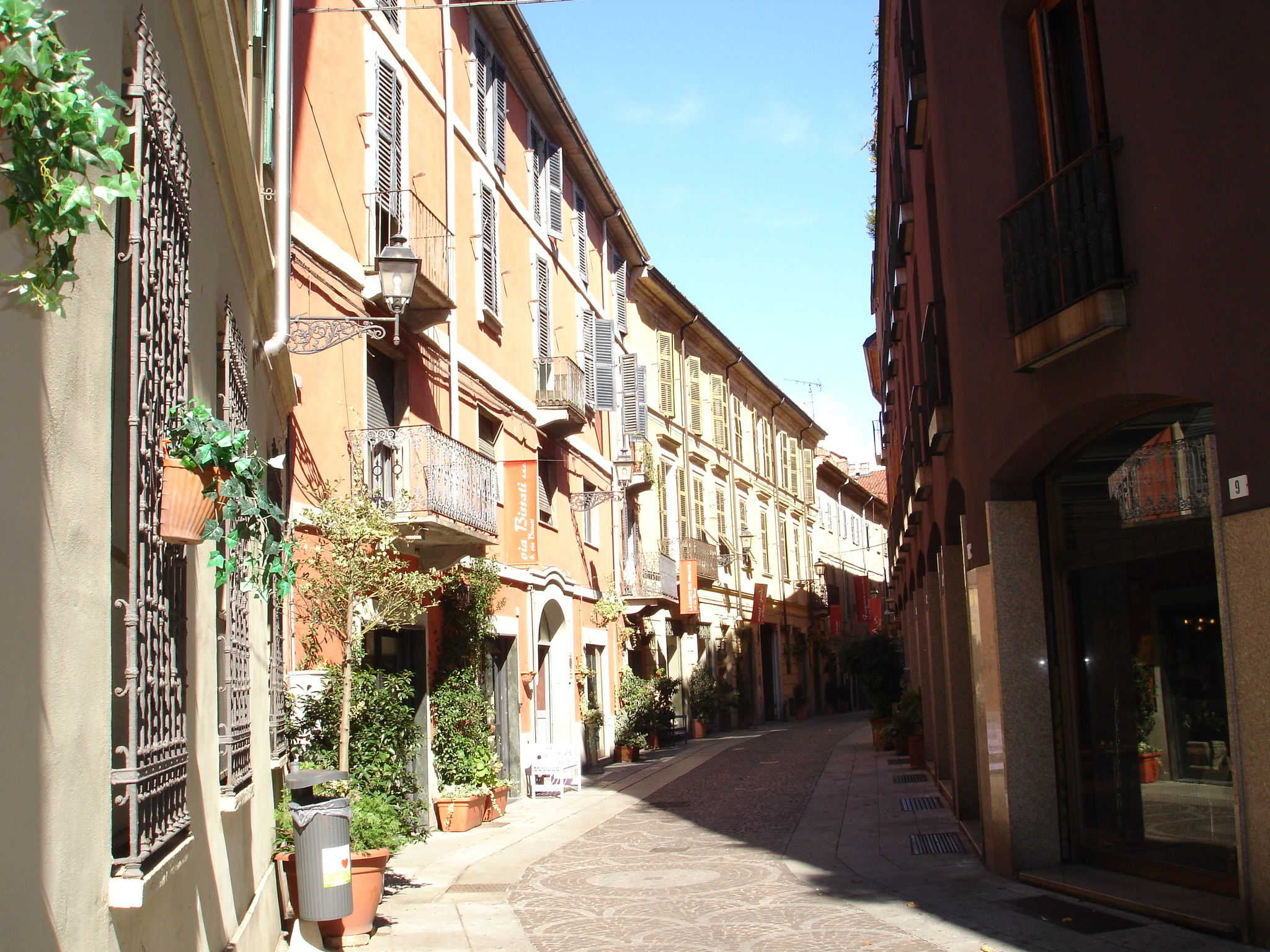
Calle Bissati

Alessandria fue fundada en 1168 sobre un núcleo urbano preexistente, para servir como plaza fuerte de la Liga lombarda en la defensa de la libertad de las comunas medievales del norte de Italia contra las fuerzas de Federico Barbarroja.
Fundada en el siglo XII con el nombre de Civitas Nova; el actual deriva del nombre del pontífice Alejandro III. Fue municipio libre desde 1198 y formó parte del ducado de Milán desde 1348.
La implantación se encontraba dentro de los territorios del marqués de Montferrato, a la sazón aliado incondicional del emperador. El nombre de la ciudad es un homenaje al papa Alejandro III, enemigo del emperador.
En los años 1174-1175 el fuerte fue seriamente asediado por el ejército imperial. Una leyenda, narrada en el libro de Umberto Eco "Baudolino", cuenta que la ciudad fue salvada por un sagaz campesino, Gagliaudo, quien alimentó a su vaca con el último grano que quedaba y luego la llevó fuera de las murallas hasta encontrar al ejército enemigo. Las fuerzas imperiales lo capturaron y la vaca fue sacrificada para cocinarla. Cuando los imperiales encontraron el estómago de la vaca lleno de grano, preguntaron a Gagliaudo el motivo de alimentar al animal con tan codiciado alimento. El campesino respondió que se había visto forzado a hacerlo, ya que había tanto cereal acumulado, que no había más sitio donde guardarlo en la ciudad. El Emperador, temiendo que el asedio se prolongara demasiado, lo dio por terminado.
Si bien tal es la leyenda, lo más probable es que el ejército imperial haya abandonado el asedio debido a una epidemia de malaria. En la esquina izquierda de la catedral de Alessandria se levanta una estatua a Gagliaudo. Alessandria obtuvo el estatuto de comuna libre en 1198, pero enseguida sobrevinieron varios conflictos con las comunas más antiguas de la región, especialmente con Asti.
En 1348 cayó en manos de los Visconti. En 1391, el ejército de Gian Galeazzo Visconti, comandado por Jacopo dal Verme, derrotó duramente al ejército francés dirigido por Jean III de Armagnac en Alessandria. En 1450 pasó luego a dominio de los Sforza. En 1535 cayó en manos españolas, resistió un asedio francés en 1657 y continuó bajo la influencia de Milán hasta el 21 de octubre de 1706, cuando fue cedida a la Casa de Saboya y a partir de allí formó parte de Piamonte. 
Con la victoria de Napoleón en la Batalla de Marengo (1800), Alessandria pasó a depender de Francia como capital del departamento napoleónico de Marengo. Durante este período se construyó un importante fuerte al norte de la ciudad que todavía es utilizado como cuartel militar y almacén de suministros (2006). Las ruinas de un segundo fuerte en el sector sur (Cuartel Christo) han sido divididas en dos por una vía ferroviaria. 
Desde 1814 Alessandria fue nuevamente territorio de los Saboya, como parte del Reino de Cerdeña. 
Durante los años del Risorgimento, la ciudad fue un activo centro de los liberales.

## Otros datos
- En el suburbio de Spinetta Marengo, se recrea el 14 de junio de cada año la batalla de Marengo.

- Alessandria fue la primera capital de provincia italiana gobernada por un socialista, el relojero Paolo Sacco, elegido el 25 de julio de 1899.

- Allesandria fue un blanco táctico militar durante la Segunda Guerra Mundial, y objeto de intensos bombardeos aliados, los más serios de los cuales se produjeron el 30 de abril de 1944, que dejó como saldo 238 muertos y centenas de heridos, y el 5 de abril de 1945, con 160 muertos, entre ellos 60 niños del orfanato de Via Gagliaudo. A partir de esa fecha la ciudad fue liberada por los partisanos.

El 6 de noviembre de 1994, el río Tanaro inundó buena parte de la ciudad, causando serios daños, especialmente en el barrio de Orti.

## Evolución demográfica
| Gráfica de evolución demográfica de Alessandria entre 1861 y 2022 |
|                                                                   |
| Fuente: ISTAT - Elaboración gráfica de Wikipedia                  |

## Economía
Industria de sombreros, del papel, electrotécnica, metalmecánica, textil, química.

## Eventos
- Batalla de Marengo.

- Fraskettando SkaBluesJazz Festival. Las bandas que actúan incluyen a The Blues Brothers Band, Eddie Floyd, Al Di Meola, Taj Mahal, Mario Biondi, Soft Machine, Mick Abrahams, Clive Bunker y otros. Fecha: primero fin de semana de julio.

- Competencia internacional de guitarra clásica Michele Pittaluga, Premio Città di Alessandria.
- Maratón internacional "Madonnina dei Centauri".

## Atracciones turísticas
- Palacio del Municipio o Palacio Rojo
- Catedral de Alessandria
- Iglesia de Santa Maria di Castello
- Palacio Guasco
- Ciudadela de Alessandria
- Los lugares para visitar incluyen la comuna de Morbello con actividades que incluyen ciclismo de montaña, bodegas, equitación, y hospedaje rural.
- Museo de la batalla de Marengo

## Deportes
US Alessandria Calcio 1912 es el club de fútbol que alberga la ciudad y participará en la Serie C, correspondiente al tercer nivel de competición del sistema de ligas del fútbol italiano. Hace de localía en el Stadio Giuseppe Moccagatta con aforo de 6000 espectadores.